# 紫带子
紫带子通常是指清朝皇族中被黜退的一种。

## 简介
清太宗崇德元年（1636年），皇太极下诏，规定以清显祖塔克世的直系子孙为“宗室”，其余伯叔兄弟旁支子孙称“觉罗”。宗室系黄带子，觉罗系红带子，由此以示区别。宗室被革退者系红带子，位列皇族家谱《玉牒》之末。觉罗被革退者系紫带子，位列《玉牒》最末。
根据史籍记载，在觉罗各支系中，因罪被黜为紫带子的，最少有两支： 
- 清兴祖福满长子德世库主子尼扬古子瓦哈长子阿三一支；
- 清兴祖福满次子刘阐子陆虎臣曾孙塔思护之曾孙长安保十二子丰盛额一支。

另外，“满洲圣人”达海的后裔获赐系紫带子。

## 参看
- 黄带子
- 红带子
- 玉牒